# Восковник (семейство Миртовые)
Восковник (лат. Chamelaucium; от camelaucum — камауро) — род деревянистых растений семейства Миртовые (Myrtaceae). Все виды — эндемики Западной Австралии.

## Ботаническое описание
Кустарники.
Цветки 5-мерные, пазушные, одиночные, иногда собраны в конечные, щитковидные соцветия. Прицветнички плёнчатые, покрывающие бутон и обычно опадающие. Гипантий от ширококонического до цилиндрического, часто ребристый. Чашелистики цельнокрайные или реснитчатые. Лепестки, от белых до розовых или красных, редко желтоватые, цельные или бахромчатые. Тычинок 10, чередуются со стаминодиями; пыльники более или менее продолговатые, открываются щелями. Завязь нижняя, одногнёздная; семяпочек 4—8; столбик не превышает лепестков, голый или с кольцом волосков под рыльцем; рыльце слегка расширено. Плоды нераскрывающиеся, обычно односемянные. Хромосомы: 2n = 22, 44, 66.

## Виды
Род включает 21 вид:
- Chamelaucium axillare F.Muell. ex Benth.
- Chamelaucium brevifolium Benth.
- Chamelaucium ciliatum Desf. typus[1]
- Chamelaucium confertiflorum Domin
- Chamelaucium drummondii (Turcz.) Meisn.
- Chamelaucium erythrochlorum N.G.Marchant
- Chamelaucium floriferum N.G.Marchant
- Chamelaucium forrestii (F.Muell.) N.G.Marchant
- Chamelaucium gracile F.Muell.
- Chamelaucium heterandrum Benth.
- Chamelaucium lullfitzii N.G.Marchant
- Chamelaucium marchantii Strid
- Chamelaucium megalopetalum F.Muell. ex Benth.
- Chamelaucium micranthum (Turcz.) Domin
- Chamelaucium orarium N.G.Marchant
- Chamelaucium pauciflorum (Turcz.) Benth.
- Chamelaucium repens (A.S.George) N.G.Marchant
- Chamelaucium roycei N.G.Marchant
- Chamelaucium uncinatum S.Schauer — Восковник крючковатый
- Chamelaucium virgatum Endl.
- Chamelaucium xanthocladum N.G.Marchant